# Морозов, Павел Николаевич
Павел Николаевич Морозов (1835—1919) — товарищ министра внутренних дел Российской империи, действительный тайный советник.

## Биография
Родился в  1835 году в Санкт-Петербургской губернии.
В службе  классном чине с 1857 года, после окончания юридического факультета Императорского Санкт-Петербургского университета, чиновник Министерства внутренних дел.
На 1868 год коллежский советник — начальник III отделения Департамента полиции. В 1869 году назначен вице-директором  Почтового департамента. В 1870 году  произведён в статские советники. В 1873 году произведён в действительные статские советники. В 1881 году произведён в тайные советники.
С 1886 года назначен членом Совета министра внутренних дел. В 1912 году произведён в действительные тайные советники. С 1916 года товарищ министра внутренних дел с оставлением в должности члена Совета министра внутренних дел.
Умер в 1919 году в Москве похоронен на Новодевичьем кладбище.

## Награды
Был награждён всеми российскими орденами вплоть до ордена Святого Александра Невского с бриллиантовыми знаками пожалованные ему 30 октября 1907 года.